# Железнов, Алексей Афиногенович
Алексей Афиногенович Железнов (1854—?) — русский предприниматель и общественный деятель, екатеринбургский купец 2-й гильдии.

## Биография
Родился в 1854 году в Петербургской губернии в православной семье.
Получил домашнее образование. Принимал участие в русско-турецкой войне 1877—1878 годов — служил фейерверкером конной артиллерии. После демобилизации работал в качестве служащего в акционерном обществе «Б. И. Виннер», которое занималось производством и торговлей взрывчатыми веществами. Железнов был инициатором открытия филиала общества на Урале ив Западной Сибири, став его первым заведующим. В 1884 году он открыл склад динамита в Нижнем Тагиле, в 1891 году основал филиал в Миассе, в 1909 году такая же торговая фирма появилась в Екатеринбурге.
Работая на Урале, первоначально жил в Нижнем Тагиле. Здесь руководил динамитной конторой, принимал участие в общественной жизни города — состоял действительным членом Нижнетагильского благотворительного общества и старостой Нижнетагильской кладбищенской Скорбященской церкви. В 1897 году способствовал открытию при церкви женской школы, став её попечителем. В 1901 году на выделенные Железновым деньги было построено собственное каменное здание школы, благодаря чему школа грамоты в 1902 году стала церковно-приходской.
Со временем А. А. Железнов перенес центр своей торгово-промышленной деятельности в Екатеринбург, став 9 мая 1895 года екатеринбургским купцом 2-й гильдии. В конце XIX века Железнов начал собственные торгово-промышленные операции и стал соучредителем фирмы «Сурин, Железнов и Виннер» с главной конторой в Санкт-Петербурге. Эта компания занялась добычей серебро-свинцовой руды из рудников в Тургайской области. На рубеже XIX и XX столетий близ рудника был основан серебросвинцовый завод. В 1906 году Железнов продал завод и рудники П.Ф. фон-Штейну, сам став вкладывать капиталы в золотопромышленность. В 1904 году Алексей Железнов приобрёл Воскресенский золотой прииск в Енисейской губернии, а затем несколько золотых приисков в Оренбургской губернии.
Проживая в Екатеринбурге, Алексей Афиногенович Железнов принимал участие в общественной жизни города, являясь действительным членом общества попечения о начальном образовании в городе и уезде, общества вспомоществования недостаточным ученикам мужской гимназии, комитета православного миссионерского общества, общества взаимного вспоможения приказчиков. Был участником екатеринбургского отделения православного Палестинского общества и пожизненным членом-жертвователем вольного пожарного общества. Также он являлся действительным членом Уральского общества любителей естествознания, которому в 1908 году пожертвовал 500 рублей, на которые были приобретены археологические находки с Шигирского торфяника.
Кроме этого Железнов являлся членом Екатеринбургского общества поощрения коннозаводства, его вице-президентом (1905—1909) и пожизненным почетным членом (с 1909). Имел собственную конюшню скаковых лошадей, регулярно принимал участие в скачках на ипподромах Екатеринбурга и Тюмени. Иногда отправлял своих скакунов на бега в Санкт-Петербург. Интересно, что в скачках участвовал и как владелец лошадей, и как наездник. В советское время был внесён в Книгу Памяти Министерства спорта Свердловской области (под № 193).
После Октябрьской революции продолжал жить в Екатеринбурге. В ходе Гражданской войны, в 1919 году, эвакуировался в Сибирь и поселился в Томске, в котором проживал до 1926 года. Сведений о его дальнейшей судьбе отсутствуют.
За участие в боевых действиях русско-турецкой войны был награждён знаками отличия военного ордена 3-й и 4-й степени (Георгиевский крест) и черногорской серебряной медалью «За храбрость».